# Edwin Ubiles
Edwin Ubiles, né le 26 novembre 1986, à Brooklyn, à New York, est un joueur américano-portoricain de basket-ball. Il évolue au poste d'arrière.

## Palmarès
- Rookie de la NBA Development League 2012
- Vainqueur des Jeux panaméricains de 2011